# Мартикайнен, Арво
Арво Мартикайнен (англ. Arvo Martikainen; 1905, Гельсингфорс, Великое княжество Финляндское — 1946, Хельсинки, Финляндия) — финский танцовщик, солист Финского национального балета, хореограф, актёр.

## Биография
Родился в 1905 году в Великом княжестве Финляндском.
С 1920-х годов в качестве солиста начал выступать в Финском национальном балете и вместе с Люсией Нифонтовой выступил в главных партиях балетов Михаила Фокина «Сильфиды», «Петрушка», «Шехеразада», «Видение розы», а также «Тщетная предосторожность», поставленных в оригинальной хореографии.
В период экономического кризиса конца 1920-х вынужден был уйти из театра, а вернувшись, участвовал с 1935 по 1941 годы совместно с Люсией Нифонтовой в ряде новых постановок, в том числе балете «Спящая красавица».
С 1931 по 1944 годы снялся в ряде фильмов в качестве актёра (танцора, солиста) — «Sano se suomeksi», а также в качестве хореографа — «Jos oisi valtaa…» (1941), «Hiipivä vaara» (1944).
Скончался в 1946 году.

## Фильмография
- 1931 — «Sano se suomeksi» (актёр)
- 1941 — «Poretta eli Keisarin uudet pisteet» (танцор, солист)
- 1941 — «Jos oisi valtaa…» (хореограф)
- 1944 — «Hiipivä vaara» (хореограф)